# Astathes flaviventris
Astathes flaviventris är en skalbaggsart som beskrevs av Francis Polkinghorne Pascoe 1867. Astathes flaviventris ingår i släktet Astathes och familjen långhorningar.
Artens utbredningsområde är Sarawak. Inga underarter finns listade.